# Topol-M
Die RS-12M2 Topol-M ist eine silogestützte/mobile ballistische Interkontinentalrakete aus russischer Produktion. Im GRAU-Index trägt sie die Bezeichnung RT-2PM2, der Systemindex der Streitkräfte Russlands lautet 15P165 und die Rakete wird 15Sch65 bezeichnet. Das Startfahrzeug trägt die Bezeichnung 15U175 (NATO-Codename: SS-27 Mod.1 Sickle-B.)

## Entwicklung
Die Topol-M ist eine Weiterentwicklung der RS-12M Topol (NATO-Codename SS-25 Sickle). 1991 begann man im Moskauer Institut für Wärmetechnik (MIT) mit der Systementwicklung. Wie bereits beim Vorgängermodell wurde sowohl eine silogebundene als auch eine fahrzeuggebundene Ausführung entwickelt. Der erste Teststart erfolgte 1994. Im Dezember 1997 wurde die silogebundene Topol-M bei den strategischen Raketentruppen in der Oblast Saratow eingeführt. Die fahrzeuggebundene Ausführung wurde am 24. Dezember 2004 erfolgreich in Plessezk getestet und im Dezember 2006 eingeführt.

## Technik
Die Topol-Raketen können in Raketensilos stationiert oder auf dem geländegängigen MZKT-79221-16×16-LKW platziert und auf diesem gestartet werden. Jedes Fahrzeug ist mit einer Rakete bestückt. Die 15Sch65-Rakete wird kalt gestartet. Mittels Gasdruck wird sie aus dem Abschussbehälter auf eine Höhe von ca. 30 m ausgestoßen. Erst dann zündet die erste Raketenstufe. Der Raketenstart kann aus den Garagen für das Startfahrzeug erfolgen, die ein teilbares Schiebedach haben, weiterhin von eingemessenen Geländepunkten entlang einer festgelegten Patrouillenroute oder von beliebigen Punkten im Gelände. Das mobile System ist schnell verlegbar und daher schwierig zu lokalisieren. Somit ist eine präventive Zerstörung nur schwierig realisierbar. Für den Raketenstart wird eine Vorbereitungszeit von wenigen Minuten benötigt.
Die 15Sch65-Rakete wird im Maschinenbauwerk Wotkinsk produziert und hat drei Hauptantriebstufen mit Feststoff-Raketentriebwerken. Der Wiedereintrittskörperträger (englisch Post Boost Vehicle) verfügte ebenfalls über kleine Feststoff-Raketentriebwerke zur Lageregelung. Die Antriebsstufen sind übereinander angebracht und zünden der Reihe nach. Die erste Stufe hat einen Durchmesser von 1.950 mm, die zweite 1.610 mm und die dritte 1.580 mm. Gegenüber dem Vorgängermodell kommen bei der Topol-M verbesserte Komposit-Werkstoffe zum Einsatz. Ebenso verfügt die Topol-M über vergrößerte und leistungsstärkere Raketenstufen. Damit hat Topol-M eine verkürzte Startphase und kann schneller die unteren Atmosphärenschichten durchqueren. Die Lenkeinheit besteht aus einem Trägheitsnavigationssystem, einem Empfänger für das Globale Navigationssatellitensystem GLONASS und einem digitalen Computer. Die Steuerung erfolgt über vier Strahlruder am Raketentriebwerk. Die Rakete ist mit einem Nukleargefechtskopf mit einer Sprengleistung von 550 kT bestückt. Um Abwehrmaßnahmen durch Abfangraketen zu erschweren, werden mit dem Loslösen des Sprengkopfes auch Täuschkörper freigesetzt. Die Topol-M-Rakete erzielt einen Streukreisradius (CEP) von unter 350 m.
Im September 2017 erfolgte ein Teststart einer Topol-M mit einem MaRV-Sprengkopf. Ob danach solche Sprengköpfe auf den Topol-M-Raketen installiert wurden, ist nicht bekannt. Weiter wird darüber spekuliert, ob die Topol-M-Raketen mit einem Nukleargefechtskopf mit einer vergrößerten Sprengkraft von 800 kT bestückt wurden.

## Varianten
- RS-12M Topol: (SS-25 Sickle) silogestütztes und mobiles Vorgängersystem
- RS-12M1 Topol-M1: (SS-27 Mod.1 Sickle-B) mobile Version installiert auf einem MZKT-79221
- RS-12M2 Topol-M2: (SS-27 Mod.1 Sickle-B) silogestützte Version
- RS-24 Jars: (SS-27 Mod.2 Sickle-B) Version der RS-12M1 mit MIRV-Gefechtskopf

## Status
Anfang 2024 befinden sich bei den Strategischen Raketentruppen Russlands 60 silogestützte und 18 mobile Topol-M-Raketen. Die 60 silogestützten Systeme der 60. Raketenarmee sind in sechs Regimentern in der Region Tatischtschewo (Oblast Saratow) stationiert. Die 18 mobilen Raketen der 54. Raketenarmee sind in vier Regimentern in Teikowo (Oblast Iwanowo) stationiert. Ab 2024 soll die RS-12M2 Topol-M ausgemustert und durch die RS-24 Jars mit Mehrfachsprengköpfen ersetzt werden.

## Galerie

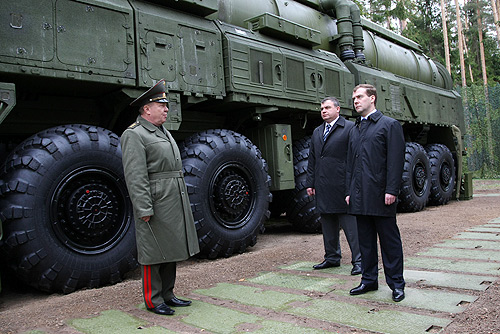
Dmitri Medwedew in Teikowo (2008)
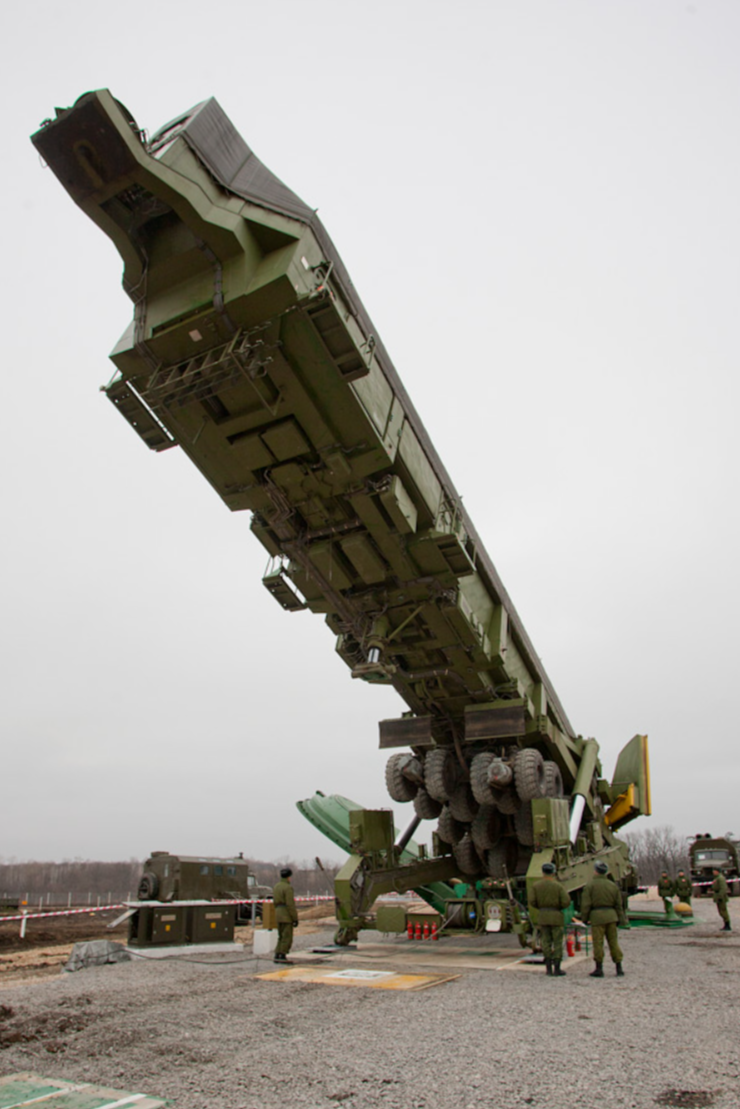
Laden einer Topol-M in das Raketensilo
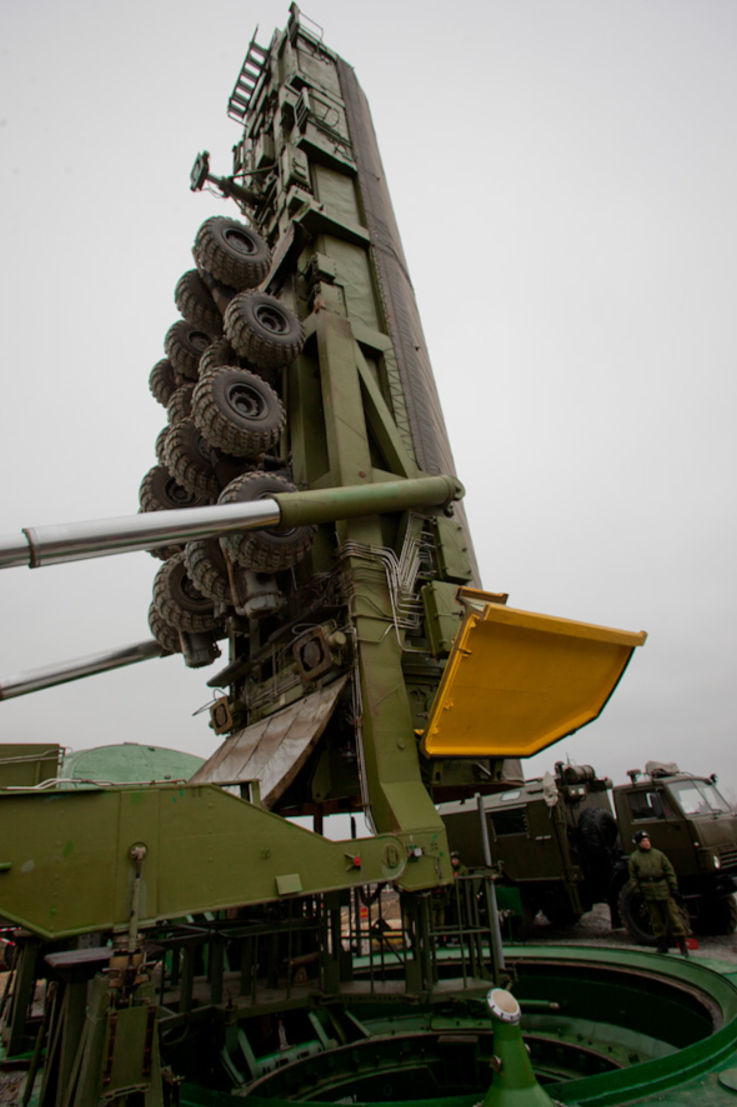
Die letzte Phase des Ladens der Rakete in das Raketensilo